# 馬雁
馬雁（1979年2月28日—2010年12月30日），中国女詩人。

## 生平
1979年出生於四川成都，出身回族家庭。2001年畢業於北京大學，2010年12月30日去世於上海。主要作品《馬雁詩集》《馬雁散文集》。

## 經歷
- 1979年2月，出生於四川成都。
- 1985-1991年，就讀於成都六八電機廠子弟小學。
- 1991-1994年，就讀於成都市石室中學初中部。
- 1994-1997年，就讀於成都市石室中學高中部。
- 1997-2001年，就讀於北京大學中文系古典文獻專業。
- 2000年，參與策劃、組織首屆北京大學未名詩歌節。[2]
- 2002年，自印詩歌、小說合集《習作選：1999-2002》。
- 2003年，母親病故。
- 2007年，自印詩集《迷人之食》。[3]
- 2009年，獲第四屆珠江國際詩歌節青年詩人獎。
- 2010年，於北京上苑藝術館駐地創作。期間創作了《懷柔縣》《北京城》《北中國》等。[4]
- 11月，獲得劉麗安詩歌獎。[5]
- 12月，28日自成都赴上海訪友，30日晚9時許於閔行區維也納酒店跳樓自殺。
- 2011年，1月1日葬於上海謝衛路（老滬青平公路）508號回民公墓南十區6-9墓。
- 2012年，《馬雁詩集》《馬雁散文集》於新星出版社出版。